# Пелагичево (община)
Община Пелагичево (на сръбски: Општина Пелагићево) е разположена в Република Сръбска, част от Босна и Херцеговина. Неин административен център е град Пелагичево. Общата площ на общината е 124.47 км2. Населението ѝ през 2004 година е 6435 души.